# پاکماهار
پاکماهار (به لاتین: Pakmahar) یک روستا در بنگلادش است که در استان باریسال و در ناحیه جلوکاتی واقع شده است.